# Varitrella variabilis
Varitrella variabilis är en insektsart som beskrevs av Andrej Vasiljevitj Gorochov 2006. Varitrella variabilis ingår i släktet Varitrella och familjen syrsor. Inga underarter finns listade i Catalogue of Life.